# Wyszogóra
Wyszogóra – osada sołecka w północno-zachodniej Polsce położona w województwie zachodniopomorskim, w powiecie gryfickim, w gminie Płoty.
We wsi znajduje się zabytkowy kościół filialny pw. Matki Bożej Królowej Polski z XV wieku zbudowany z kamieni narzutowych i cegły. W świątyni znajduje się dzwon stargardzkich ludwisarzy Joachima i Jacoba Karstede z końca XVII wieku.
W latach 1975–1998 miejscowość administracyjnie należała do województwa szczecińskiego.
W 2002 roku osada liczyła 24 budynków (23 mieszkalnych), w nich 58 mieszkań ogółem, z nich 55 zamieszkane stale. Z 58 mieszkań zamieszkanych 35 mieszkań wybudowany między 1918 a 1944 rokiem i 22 — między 1945 a 1970.
Od 211 osób 74 było w wieku przedprodukcyjnym, 69 — w wieku produkcyjnym mobilnym, 45 — w wieku produkcyjnym niemobilnym, 23 — w wieku poprodukcyjnym. Od 165 osób w wieku 13 lat i więcej 1 miał wykształcenie wyższe, 17 — średnie, 42 — zasadnicze zawodowe, 95 — podstawowe ukończone i 10 — podstawowe nieukończone lub bez wykształcenia.

## Ludność[2]
W 2011 roku w miejscowości żyło 234 osób, z nich 127 mężczyzn i 107 kobiet; 55 było w wieku przedprodukcyjnym, 101 — w wieku produkcyjnym mobilnym, 51 — w wieku produkcyjnym niemobilnym, 27 — w wieku poprodukcyjnym.